# Sony Xperia Z
Le Sony Xperia Z est un smartphone conçu par Sony Mobile Communications. Il est proposé en trois couleurs : noir, blanc et violet.

## Présentation
Le Sony Xperia Z est un téléphone Android haut de gamme de Sony annoncé au mois de janvier 2013 au cours du Consumer Electronic Show (CES).
Il arbore un écran TFT d'une définition de 1920 × 1080 pixels de 5 pouces avec une densité de 443 ppp et est équipé d'un processeur Snapdragon S4 Pro à quatre cœurs asynchrones fréquencé à 1,5 GHz ainsi qu'un appareil photo Exmor RS de 13,1 mégapixels. Il tourne sous la version 4.4 d'Android épaulée par la surcouche légère personnalisée de Sony ; Timescape UI. Il est aussi résistant à la poussière et à l'eau (IP57). C'est le premier smartphone à supporter une définition Full HD.

## L'avis des spécialistes
D'une manière générale, le terminal est salué pour sa résistance à l'eau et à la poussière Il s'agit d'un smartphone Android léger et très puissant grâce à un processeur Qualcomm Quad-core fréquencé à 1,5 GHz. Les Numeriques, site high-tech de grande influence, lui a attribué la note de 3/5, Mobiles-Actus.com, site spécialisé sur les technologies mobile, lui donne la note de 9,5/10 tandis que le site généraliste 01net lui attribue la note de 5/5.

## Les Capteurs et Puces
Le Xperia Z possède des capteurs de proximité, de luminosité, gyroscope, il possède aussi le aGPS, le GLONASS, le Bluetooth 4.0 et une puce NFC et un capteur Photo Exmor RS de 13.1 Mégapixels avec vidéo 1080p et HDR photo et vidéo à l'arrière et un capteur Photo Exmor R de 2.2 Mégapixels avec vidéo 1080p et HDR photo à l'avant

## Sony Xperia Tablet Z
Depuis avril 2013 une version tablette nommé Sony Xperia Tablet Z a été mise sur le marché. Elle contient un écran plus grand de 10,1" Full-HD ainsi que des versions différentes de stockage (16 ou 32 Go de Flash pour la version Wi-Fi) et de connectivité (Wi-Fi ou Wi-Fi + 4G/LTE).
- 16 Go Wi-Fi est vendue pour 450 €*

- 32 Go Wi-Fi est vendue pour 520 €*

- 16 Go Wi-Fi + 4G/LTE est vendue pour 580 €*

* Prix neufs chez Amazon[réf. nécessaire][Quand ?][pertinence contestée]
Cependant, elle reprend le design du smartphone ainsi que ses caractéristiques techniques (y compris sa résistance à l'eau) et ne permet pas d'installer d'extension micro SD de plus de 64 Go. 
Sa fluidité permet une navigation très agréable et le multitâche fonctionne très bien pour utiliser plusieurs programmes en même temps (Office, musique, films...).

## Problèmes
Plusieurs utilisateurs ont rapporté des problèmes concernant l'écran du terminal qui se fissurerait, et provoquerait dans certains cas une perte de la fonction tactile. La coque arrière serait par ailleurs sujette à des casses. Sony n'a cependant pas fait état de défauts de série.[réf. nécessaire]